# (6837) Bressi
(6837) Bressi (1994 XN4) – planetoida z grupy pasa głównego asteroid okrążająca Słońce w ciągu 4,83 lat w średniej odległości 2,86 j.a. Odkryta 8 grudnia 1994 roku.